# 臺北最High新年城
臺北最High新年城（英語：Taipei New Year's Eve Party）是臺北市政府在市民廣場舉辦的跨年晚會活動，在2003年12月31日開幕，舉行時間為每年12月31日下午7時至隔日元旦凌晨1時。
臺北最High新年城的前身是從1994年底開始，由台北市政府舉辦的跨年晚會，並於2003年底開始改以此名稱舉行，歷屆台北跨年晚會主要邀請在台灣發展的華人歌手，近年開始也邀請海外知名歌手登台演出，並從2020年度開始舉行台北跨年晚會前期活動，另外在最後倒數階段由台北101帶來跨年煙火表演。
為確保台北跨年晚會能順利舉行，台北市政府針對該活動規劃三階段交通管制，另外在連通至百貨公司的捷運站通道也同時做出人潮管制，晚會現場亦不可攜帶危險物品入場，各方面引導秩序與加強安全。歷年整場活動的現場平均吸引大約40至50萬人共襄盛舉，不過在2020年至2022年之間因為疫情管制而造成參與人數減少。
每年台北跨年晚會的天氣原則上溫度較低且不會下雨，不過在2019年度和2023年度有觀測到下雨，雖然在下雨的情況下不會影響現場民眾的熱情，但卻影響到跨年倒數時施放台北101煙火所呈現的觀賞與攝影品質。截至2024年度為止，表演最高收視落在2020年度蘇慧倫登台的92.4萬人，而最高跨年倒數收視落在2022年度的170萬人。儘管臺北最High新年城在籌備與舉行期間曾遇上多起爭議事件，但此活動仍受到國際媒體的關注。

## 歷史

### 千禧年之前

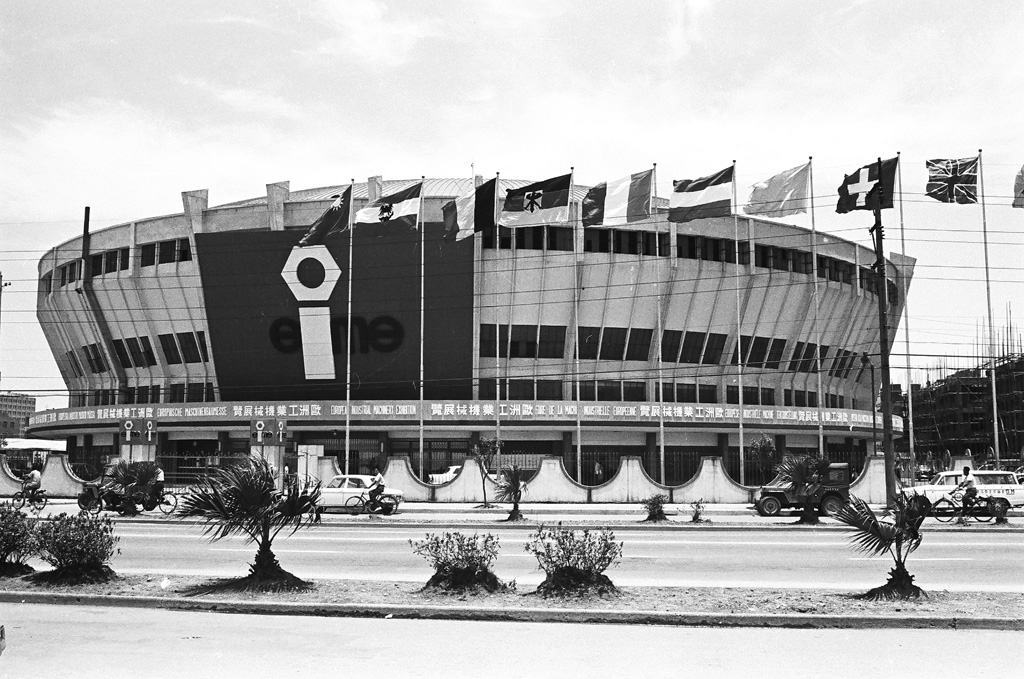
1986年底，在台北市政府跨年晚會登場前，於中華體育館舉辦全台灣第一場跨年演唱會

1970至1980年代正值台灣的經濟情況逐漸改善並開始變得富裕時，當時的民眾大多是過農曆新年，因此從1990年代開始因受到西方影響而逐漸接受西曆的跨年活動。
1986年9月14日至10月31日進行台北市立動物園從圓山兒童樂園搬遷至現在的文山木柵時，沿路上的民眾夾道歡送這些動物至木柵新園，而在當時搬遷時更是掀起環境保護及動物保護等議題，因此台灣滾石唱片公司為了順應這股風潮在12月31日當天晚上邀請15位歌手集結在中華體育館的「快樂天堂演唱會」熱鬧開唱4小時。唱片公司在當時這個活動的宣傳方式吸引大家的目光，包括在其廣告中加入「史無前例」以及「1986年最後一秒在喜悅與歡呼中消失，繼起的是全新的一年」等廣告詞，因此這場活動成為台灣首場跨年演唱會。
1994年12月17日，當陳水扁獲選第一屆民選台北市長後，宣布在他就職前一天（12月24日）於市府廣場舉辦「我和阿扁的自助PARTY」耶誕晚會，除了表示要透過這樣的活動來喚起青少年在開放空間內學習人際關係成長，還希望藉此活動來拉近民眾與市府之間的距離。其後陳水扁在12月31日晚上於台北市政府大樓中庭舉辦「台北市各界慶祝八十四年元旦晚會」，成為史上第一場由台北市政府主辦的跨年晚會活動。陳水扁在成功舉辦首場官方跨年晚會後，為了要表達對藝文的重視，他選擇大安森林公園表演舞台為「實驗劇場」，並開放表演團體免費申請使用，另外也透過不同廣播節目邀請市民Call in討論其市政問題，並藉此來探知民意。
1995年底，力霸百貨衡陽店和遠企購物中心正舉辦各自的特賣活動，在12月31日的時候不僅特地將營業時間延長到隔日凌晨12點30分，還在現場舉行各自的跨年晚會。百貨公司認為這樣的活動不但可以帶動人潮，還可以使往年習慣過農曆新年的員工和顧客，藉此活動來漸漸熟悉國曆新年的氛圍。到1996年8月22日，當台北市市民廣場即將在9月1日先行開放使用時，陳水扁宣布在該年年底將舉辦首場舉辦於市民廣場的跨年晚會活動，並將演變成年度常態性活動。到了年底這一天，陳水扁在市民廣場舉辦跨年晚會的時候，不僅在晚會現場周邊做交通管制，還以這次活動來奠定在此現場舉辦跨年晚會的傳統。雖然在台北市成功首創跨年晚會活動後並非所有其他縣市跟著舉辦，但隨著在1999年底要跨越千禧年時，各地縣市也紛紛開始舉辦各自的跨年晚會活動，因此到現在21世紀成了各個縣市為了增加活動曝光度而想盡辦法搶到好的卡司這樣的現象。

### 千禧年之後
2002年底，台北市政府以「今夜來數羊─台北好YOUNG」這樣的活動名稱與中國時報系、中視、中天、中廣、台新金控共同主辦2003年度台北跨年晚會，其想法是在那一天晚上與現場民眾一起倒數，來迎接嶄新、好YOUNG的一年。活動現場邀請康康、錦繡二人組、和天心共同主持上半場，並邀請孫燕姿、任賢齊、光良等人依序登台演出，到下半場則換成胡瓜和高怡平共同主持下半場跨年晚會，並邀請江蕙、5566、潘瑋柏、蔡依林和陶喆等藝人輪番登場，在這樣的跨年晚會現場，共吸引十萬名觀眾共襄盛舉。
到2003年底時，全台很多地方已經陸陸續續開始舉辦各自的跨年晚會，而台北市副市長歐晉德表示由台北市政府舉辦的跨年晚會將會是最High、倒數也最High的活動，再加上配合台北101完成塔樓封頂以及裙樓區購物中心的開幕而在跨年倒數時搭配「倒數計時點燈秀」來挑戰美國紐約時代廣場跨年熱度，因此從這一屆開始正式以「臺北最High新年城」來訂定台北市跨年晚會活動。第一屆臺北最High新年城跨年晚會邀請蕭亞軒、梁靜茹、劉若英、五月天、張惠妹等知名歌手登台魅力演出，而市府大樓周圍道路也在此時打造成燈海圍繞的星光大道，雖然台北101在2004年度跨年晚會舉行時還沒實質完工，僅透過「外牆點燈」形式作為跨年倒數橋段，但當其外牆在跨年倒數時完全亮燈後，台北市政府大樓頂端施放300支狐尾煙火花束和150支低空煙火來迎接2004年。
一年之後來到2005年度台北跨年晚會，位在車水馬龍的信義商圈將變成台北城最閃亮的地方，而在這一天晚上台北市政府舉辦「臺北最High新年城」跨年晚會，邀請伍佰和孫燕姿等人登台演唱。在這次晚會倒數橋段，將以全新落成啟用的台北101當作主角，並帶來燈光煙火秀來迎接2005年。這場煙火秀不僅成為全世界第一場在摩天大樓施放的煙火秀，還以508公尺高度創下當時全世界施放煙火高度最高者:135-136，甚至從此開始成為整場台北跨年晚會的重頭戲。

### TVBS連續籌辦

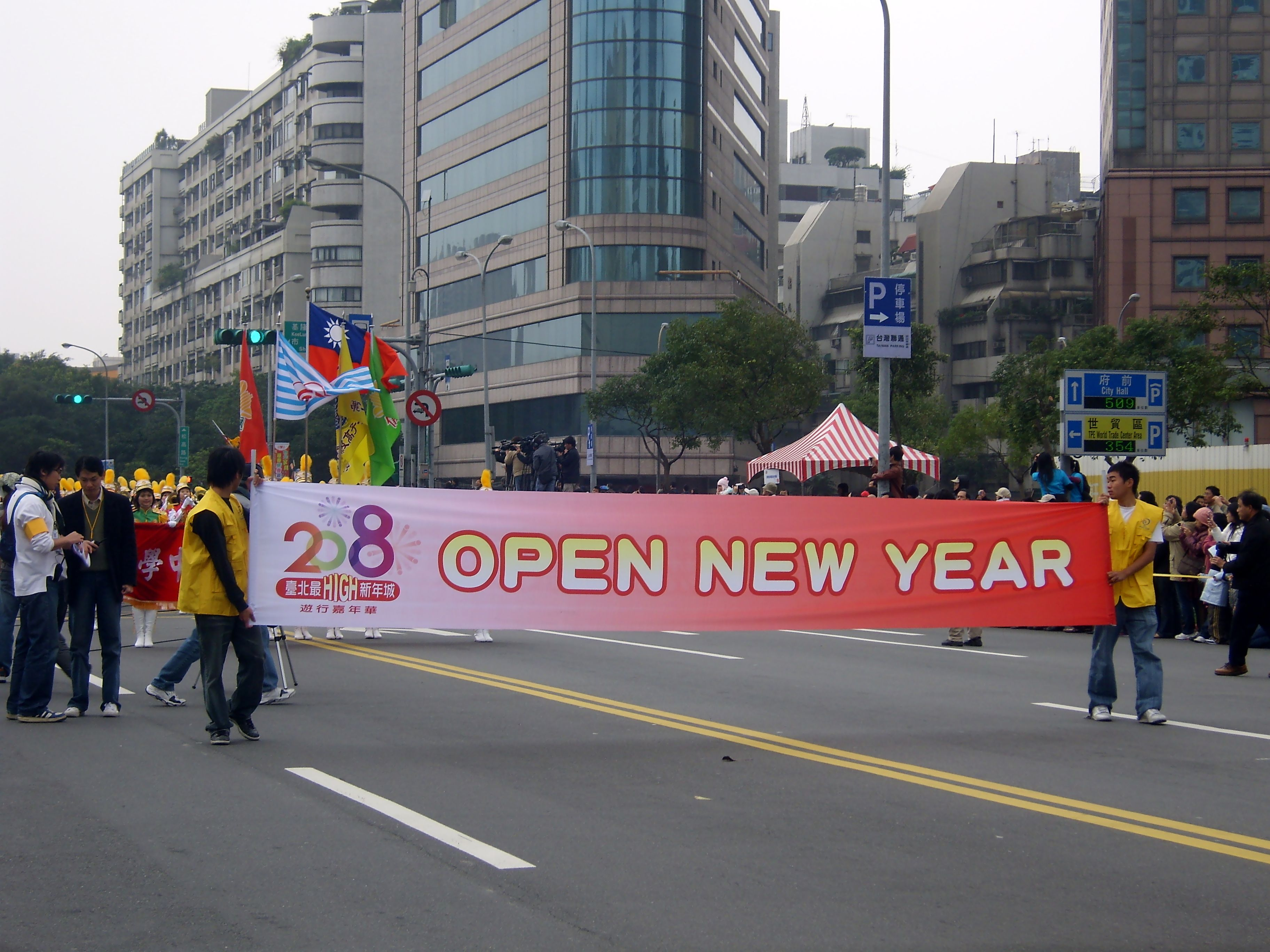
TVBS自2006年底開始連續9屆奪得台北跨年承辦權後，在最初4屆亦舉行遊行嘉年華，作為跨年晚會的暖身

自2007年度開始，聯意製作（TVBS，現稱：聯利媒體）至2015年度為止連續9屆拿下臺北最High新年城跨年晚會的承辦權。在這段期間，於2007年度至2010年度舉辦遊行嘉年華活動，並為各屆的台北跨年晚會進行暖身。首先在2007年度有景美女中與松山工農樂儀隊、兒童街舞、日本太鼓等嘉年華表演，並搭配4個大型充氣玩偶來製造現場民眾歡樂。接著在2008年度配合台北市在2009年舉辦聽障奧運而邀請歷屆聽障奧運金牌選手一起參加該屆遊行嘉年華，台北市長郝龍斌和這些選手在遊行現場一起用口語和手語喊出「台北加油」，並期盼許多人來支持2009年大型體育賽事。之後到2009年度有花博會大型花車以及明星卡通角色共同出現在遊行隊伍中，而在該屆活動還包括俄羅斯演員帶來的東方風格表演。最後在2010年度有YOYO家族、史努比、花卉博覽會主題花車、和兒童劇團等共同參與這次的嘉年華活動，其中花博吉祥物還特地為圍觀小朋友發送糖果和小禮物來製造其歡樂氣氛。
臺北最High新年城歷屆舉辦以來，在2009年底以及2010年底配合台北市在2010年11月至2011年4月舉辦花博會，而在大安森林公園分別以「花與音樂的對話」和「邁向2011幸福臺北」舉辦台北市政府跨年晚會的第二現場，在第二現場所出場的表演者主要以老歌、民歌、超偶歌手、太鼓、無雙樂團等為主。另外從2008年度跨年晚會開始，馬英九以中華民國總統候選人身分登上台北跨年晚會舞台一起倒數，在他獲選中華民國總統後多次登上台北跨年晚會舞台和郝龍斌市府團隊一起倒數，直到2014年度跨年晚會為止。
2012年底，美國CNN將臺北最High新年城跨年晚會暨台北101跨年煙火列入全球十大特色跨年城市之一，而台北101發言人劉家豪對此表示高興並希望可以吸引更多觀光客來台旅遊，至於在2013年度跨年晚會上除了邀請大型卡司登台演唱之外，主辦單位還邀請包含在第49屆金馬獎獲得年度臺灣傑出電影工作者的盲人鋼琴家黃裕翔以及一首風箏唱遍全台灣的15所高中生在內的不同領域優秀人才及團體一同登上跨年舞台表演。2013年底，臺北最High新年城跨年晚會與日本NHK的跨年特別節目《第64回NHK紅白歌合戰》和福山雅治在橫濱舉行的跨年演唱會進行三地現場連線直播，成為台北跨年晚會唯一一屆與海外電視台跨年節目進行現場連線。最後在2014年底，當TVBS第9次舉辦台北跨年晚會時，不僅邀請林俊傑、蕭敬騰、羅志祥等卡司登台，亦邀請童星左左右右登台演唱，成為台灣跨年有始以來最年輕登台歌手。

### 三立華視相繼籌辦

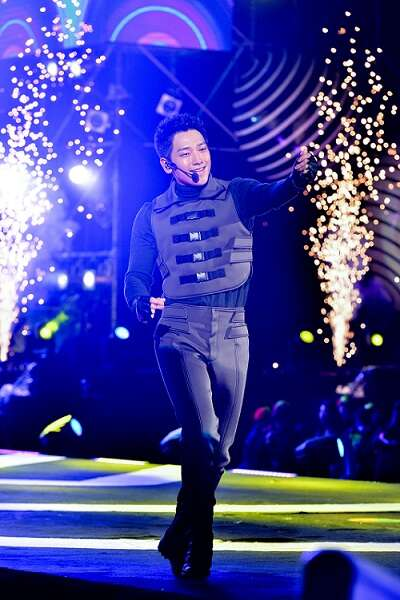
在《2018臺北最High新年城跨年晚會》表演的Rain是台灣跨年史上第一位登台的南韓個人歌手

2015年底，當三立電視在2016年度台北跨年晚會標案成功終結TVBS連續得標承辦台北跨年的紀錄後，因應台北市成為「2016世界設計之都」，因此台北市長柯文哲在跨年晚會上與三名設計師共同啟動「世界設計之都」後獻唱憨人，並說明這首歌曲給人幸福，自己也才會幸福。另外三立電視首次製播臺北最High新年城跨年晚會後，不僅邀請謝金燕、畢書盡、和張惠妹等知名歌手登台演唱，在電視直播方面的平均收視率來到2.63，相當於237萬人收看，因此創下台北跨年晚會近14年來最高整體平均收視率紀錄。
到2016年底三立電視再次取得台北跨年承辦權後，不但邀請玖壹壹、周湯豪、和吳思賢等人氣歌手帶來精彩表演，而且也因應台北市將舉行2017台北世大運，亦邀請「射箭正妹」熊梅茜在跨年倒數橋段拉弓射向台北101來迎接2017年的到來。三立電視在2017年5月11日三度取得2018年度台北跨年晚會承辦權後，在2017年底舉辦這次台北跨年晚會當中有史以來首度邀請南韓歌手Rain和IN2IT登台演唱，另外倒數橋段更是邀請榮獲日本和馬來西亞魔術大賽冠軍的魔術師陳日昇和神秘嘉賓一同登台演出。在這些巨星卡司的加持之下，三立電視製播的2018台北跨年晚會，在無線電視平均收視來到2.11，而在有線電視的平均收視率來到2.59，兩者加起來相當於400萬人收看電視直播，另外網路新媒體平台的總計觀看人次來到1,000萬，因此最終加總起來大約有1,400萬人收看這次跨年晚會轉播。
2018年8月30日，華視在2019年度台北跨年晚會首次取得承辦權，並決定以「狂放電」的跨年主題來加入電競比賽環節，而遊戲開發商暴雪娛樂在同年12月25日宣布將兩款電競《爐石戰記》和《星海爭霸2》登上台北跨年晚會舞台。在跨年卡司方面，主辦單位邀請以一首單曲Up & Down成名的韓國女團EXID和張惠妹等大咖登台演唱。當華視在2019年7月15日和必應創造共同取得2020年度台北跨年晚會籌辦權後，在11月9日首度舉辦台北跨年晚會的系列活動。另外在晚會現場不僅邀請睽違8年再次登上台北跨年晚會舞台的五月天，還邀請南韓人氣組合Super Junior的雙人小分隊東海和銀赫和其他知名藝人登上這次晚會舞台演出。至於美國CNN在2019年底再次評選全球十大跨年城市時，位於台北市的臺北最High新年城跨年晚會暨台北101跨年煙火表演亦被列入其中之一。

### 新冠疫情與現況

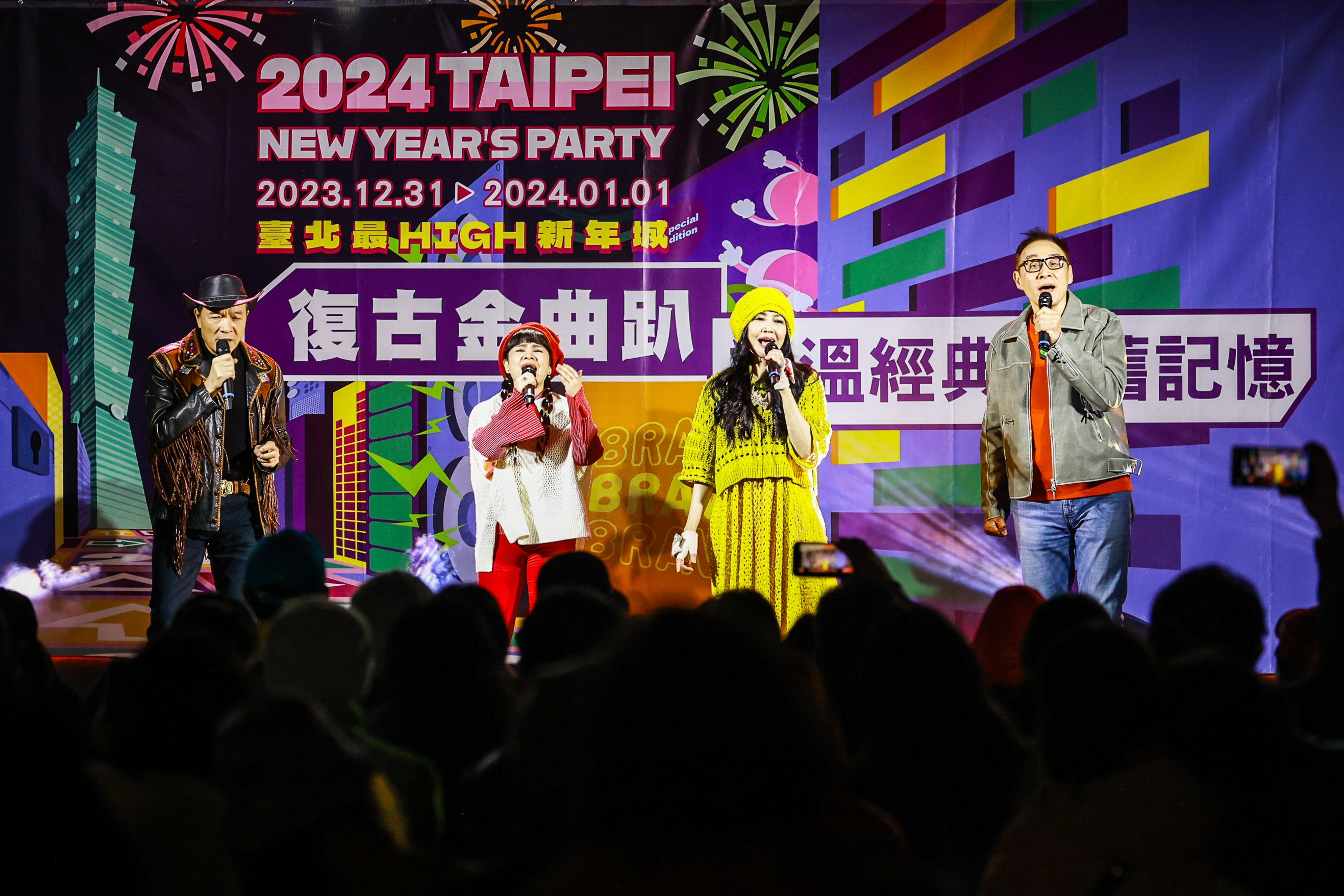
台北市政府在2024年度跨年晚會首次安排4個多元舞台，此為其中一個——復古金曲趴

在舉辦完2020臺北最High新年城跨年晚會不久，台灣開始爆發2019冠狀病毒病疫情，這使得在2020年6月3日得到2021年度台北跨年晚會承辦權的必應創造將面臨巨大的挑戰。在2020年12月出現本土確診案例前，主辦單位順利在11月28日揭開其系列活動，並規劃在跨年晚會當日邀請魚丁糸、周興哲等卡司登台表演，然而在12月22日出現本土確診病例，甚至在跨年前一天出現英國變種病毒（新冠Alpha變異株）境外移入確診案例後，不僅造成在士林區天母的系列活動之一「異饗趣」被迫停辦，也造成跨年晚會現場需要使用實聯制並限縮至4萬人入場。雖然在那一天實際舉行時只有3.8萬人進場，但這樣的台北跨年晚會在很多人眼中是少數能在疫情下能成功舉辦的案例。至於原本大多數在現場參加跨年的民眾在嚴峻疫情期間選擇觀看直播，因此也使其網路觀看數來到近1,000萬人次，比去年的374萬人次還要多2.5倍以上。
到2021年6月15日由濪濪公司取得2022年度台北跨年晚會承辦權後，於11月27日正式展開其系列活動，並邀請茄子蛋、動力火車等歌手在跨年晚會舞台演出。雖然這次跨年晚會同樣因為新冠疫情而需要採實聯制入場，但主辦單位不管制入場人數而吸引11萬人共襄盛舉。至於這一次的整體電視平均收視1.7儘管不是排名第一，但在網路平台方面以台北市政府官方YouTube頻道拿下260萬人次成為單一網路收看管道最多者。濪濪公司在2022年5月18日再次取得2023年度台北跨年晚會承辦權後，於12月1日第四次展開跨年系列活動，因應台北市在2023年2月舉辦「2023年臺灣燈會」，因此主辦單位特地以互動形式裝置和燈具來為隔年的燈會做暖身。另外到跨年晚會當天，主辦單位特別邀請南韓女歌手孝琳在內的多位重點卡司登台表演，在現場不但吸引12萬名民眾共襄盛舉，而且在電視與網路上吸引將近1,000萬名觀眾觀賞:13。
2023年4月，台北市政府打算以「創新」的方式來安排多個小舞台，不僅讓霹靂舞、爵士樂等音樂表演人有機會登台演出，更是能打破歷年舉辦以來的傳統。同年7月25日，聯利媒體（TVBS）取得2024年度台北跨年晚會的承辦權，因此使該電視台睽違9年再次成為台北跨年晚會的承辦單位。到了同年10月26日，台北市政府對外證實採用4個次舞台加上1個主舞台來呈現這次的跨年晚會，並在跨年晚會當天邀請華莎、告五人、動力火車、未來少女等歌手站上主舞台，也安排搖滾、古典音樂、靜默DJ、和復古金曲等4個多元舞台來迎接2024年。

## 現場安排

### 前期活動

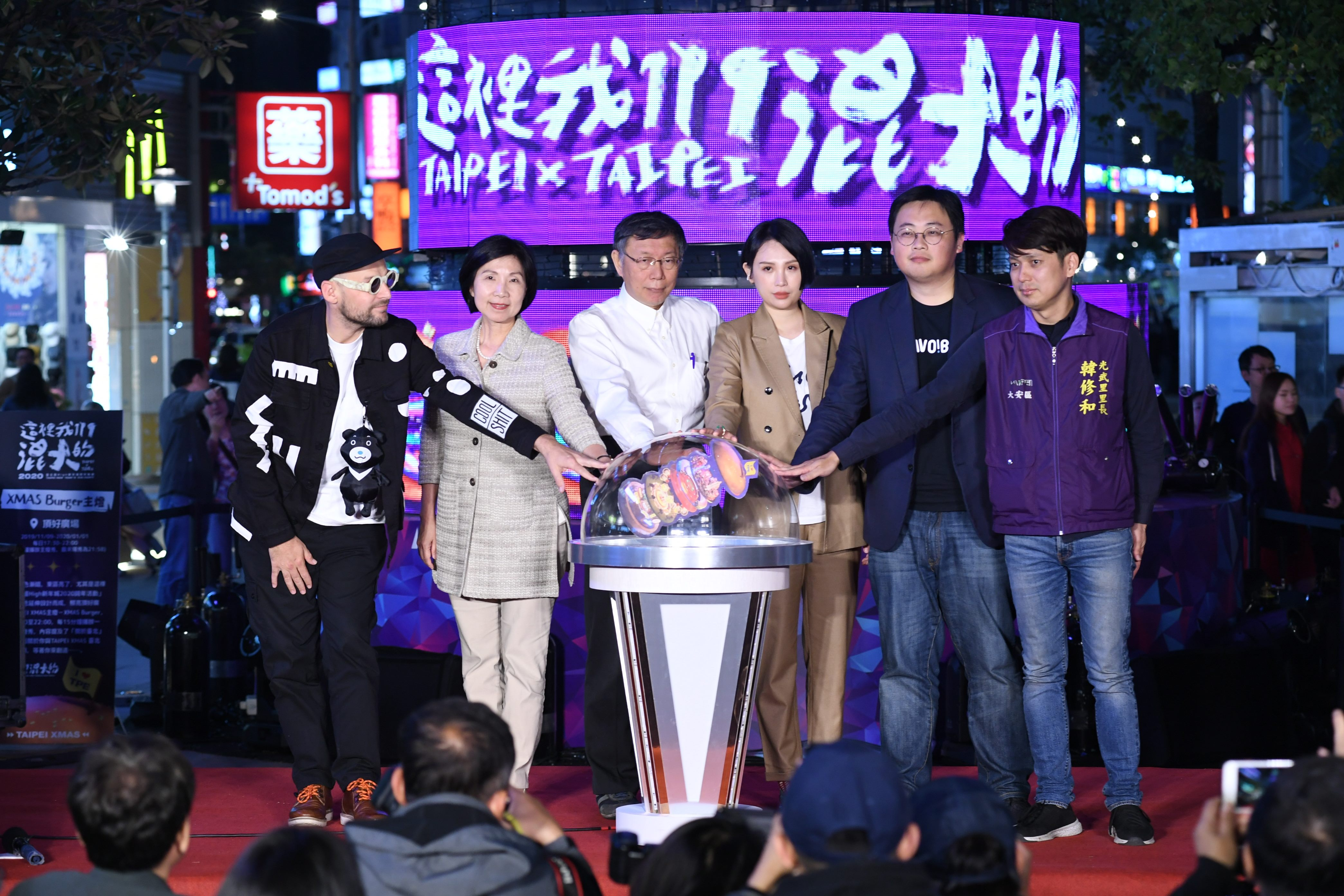
台北觀傳局自2020年度台北跨年開始，於每屆跨年晚會前推出各自的系列活動

臺北市政府觀光傳播局自2019年11月9日起於每屆臺北最High新年城跨年晚會推出各自的系列活動，在剛開始推出時主要在東區商圈到市府周遭設置燈海布置和裝置藝術，隨後在往後的系列活動中加入市集和小型舞台表演等，並擴大到整個台北市區的每個角落。
觀傳局首先在2020年度以「這裡我們混大的 TAIPEI X TAIPEI」為主題來安排其系列活動，包括從東區商圈到市府周遭布置長達3,000公尺的街道燈飾，並在龍門廣場邀請英國雕塑氣球團隊Cool Shit打造以好萊塢明星巨石強森為概念的大型裝置藝術。另外觀傳局在東區商圈也打造多個打卡點，像是在忠孝敦化路口邀請3D地景藝術家陳彥旭設計地貼「TAIPEI XMAS STATION」，以及在頂好廣場矗立一棵每15分鐘展演一次的數位耶誕樹等。接著觀傳局在2021年度以「玩轉台北，和你一起」為主題來邀請曾連續3年獲邀荷蘭阿姆斯特丹燈光藝術節參展的「有用主張」來設計7大裝置藝術燈飾，並由北市觀傳局來安排市集和6場前期活動。在裝置藝術燈飾方面，包括在信義區北市府大樓東門廣場設置「微笑方舟」裝置藝術、在內湖區大湖公園設置「漂浮式青青草原」裝置藝術、以及在士林區天母運動公園設置「動感圈圈」裝置藝術等。另外觀傳局也規劃橫跨咖啡手作、懷舊、和親子耶誕手作等市集以及「毛孩趴」、「塗鴉趣」、「異饗趣」等前期活動，只不過「異饗趣」活動因本土疫情而取消。
台北觀傳局在2021年11月27日推出2022年度系列活動，在其活動中規劃在中山、南港、信義、文山、北投及萬華六區設置裝置藝術，並規劃5場市集和小型表演活動。在裝置藝術部分，觀傳局用童趣發光梯和巨大愛心雲朵來打造位於心中山線形公園的城市漂浮之島，其餘還包括在南港北流廣場設置巨大燈牆、以及在北投設置粉嫩櫻花樹等。另外觀傳局在五個行政區分別安排「森林系、風格、心花開、明白、夢想」市集和小型表演活動來吸引民眾到來，並且和民眾一起告別疫情前的生活然後邁向美好的2022年。到了2022年12月1日，當台北市將在隔年舉行台灣燈會時，台北觀傳局在這次系列活動中邀請叁式Ultra Combos、黑川互動媒體藝術、以及調皮工作室共同打造「未來樹」、「臺北大兔襲」、以及「仁愛路燈飾」等沉浸式互動裝置。另外觀傳局也在此時首度和跨年晚會贊助商推出其聯名商品，並藉此來推廣這一屆的跨年晚會活動。

### 演出歌手

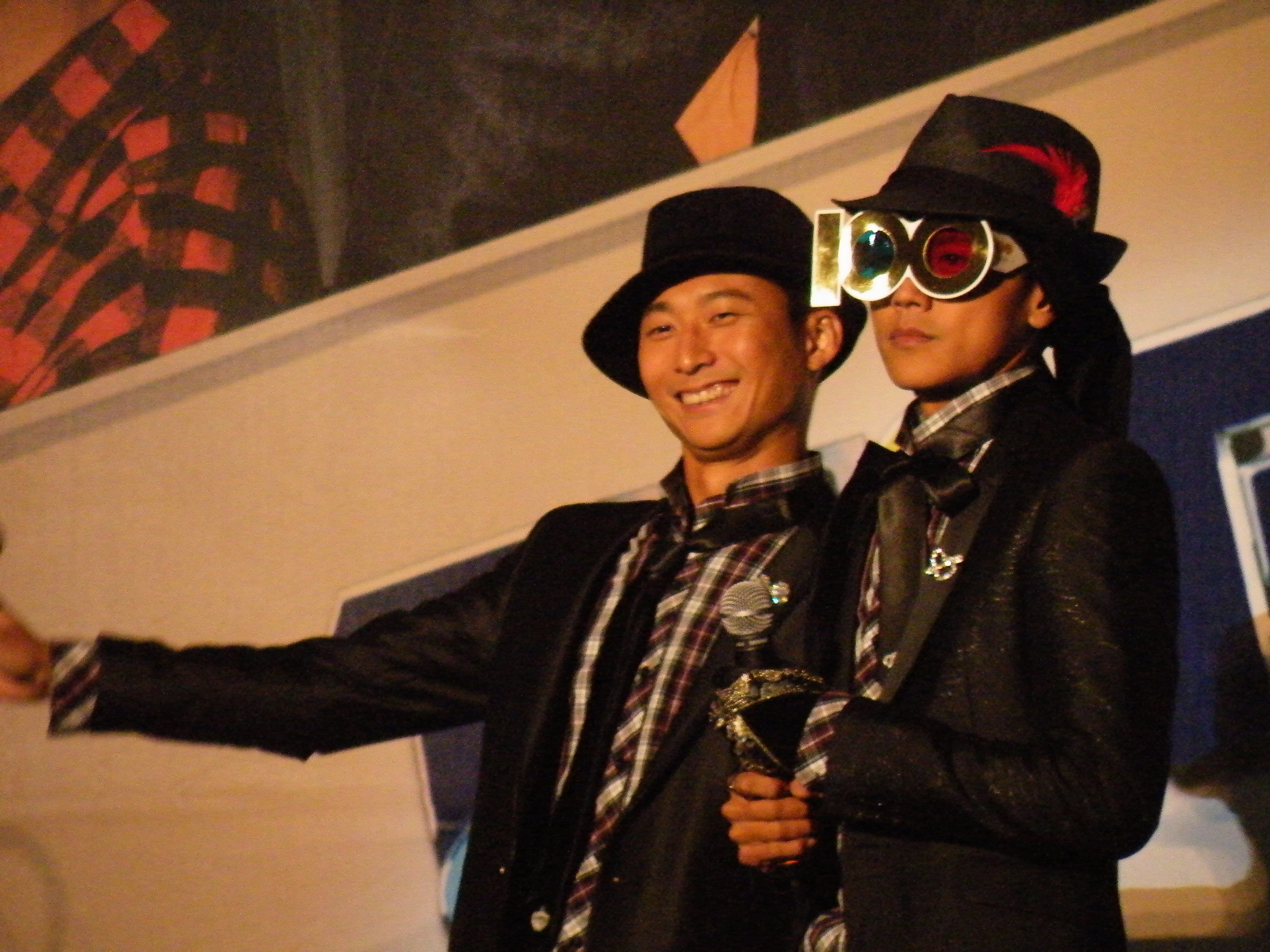
浩角翔起曾在臺北最High新年城跨年晚會接下5次主持工作

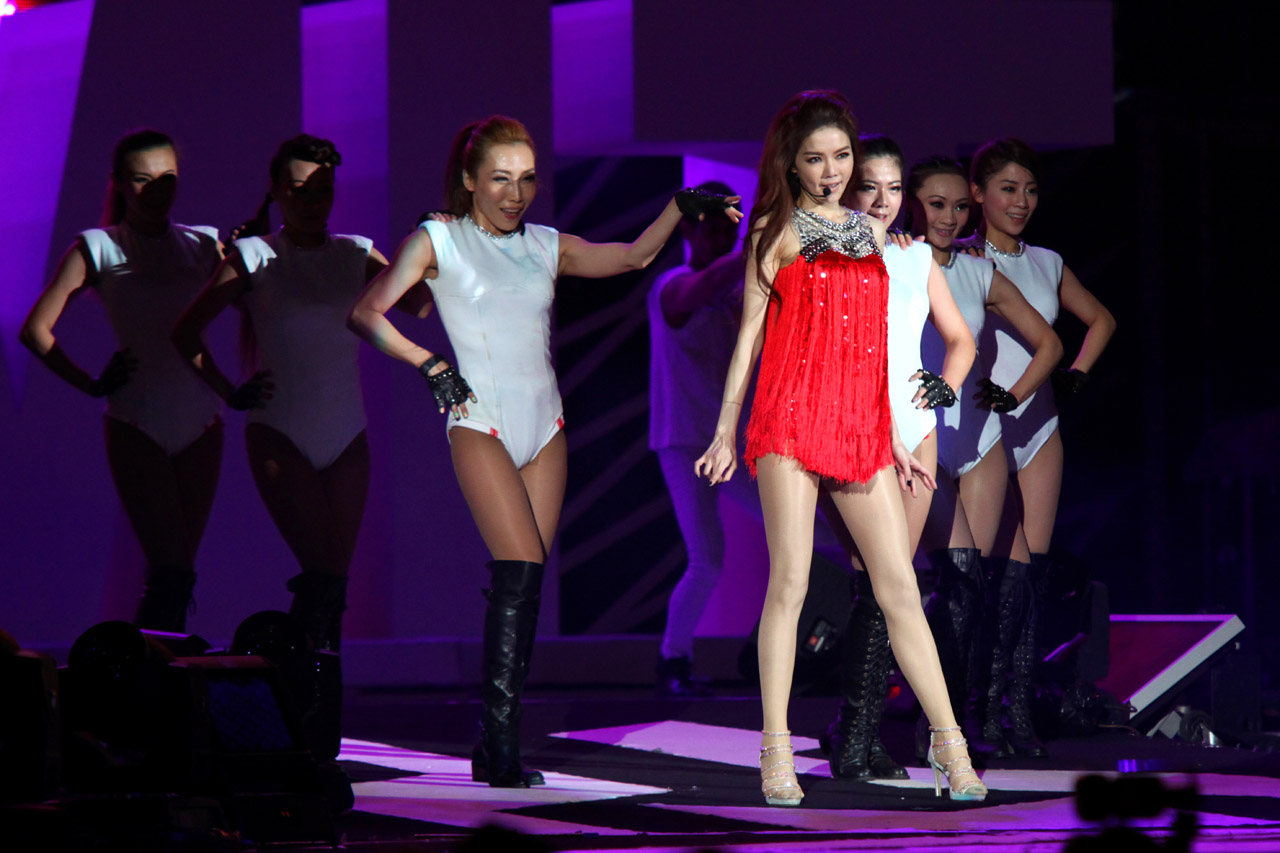
謝金燕登上2014台北跨年晚會舞台

| 年度 | 主持                                | 卡司陣容 | 來源           |
| ---- | ----------------------------------- | --- | -------------- |
| 2004 |                                     | 蕭亞軒、梁靜茹、劉若英、五月天、張惠妹、葉倩文等 | [ 16 ]         |
| 2005 | 藍心湄、聶雲、李蒨蓉、賀軍翔        | 伍佰、張惠妹、王力宏、阿杜、范逸臣、朱孝天、林依晨、5566、K ONE、B.A.D、六甲樂團、Machi、信樂團、孫燕姿等                                                                                          | [ 88 ]         |
| 2006 |                                     | 張惠妹、孫燕姿、蕭亞軒、Machi、林智文、F.I.R.飛兒樂團等 | [ 89 ]         |
| 2007 | 藍心湄、徐乃麟                      | 2moro、F.I.R.飛兒樂團、TANK、五月天、元衛覺醒、品冠、南拳媽媽、黃立行、郭品超、梁靜茹、梁詠琪、強辯樂團、飛輪海、棒棒堂男孩、楊乃文、蔡依林、蔡旻佑、羅志祥等                                      | [ 20 ]         |
| 2008 | 藍心湄、何篤霖                      | 蔡依林、五月天、F.I.R.飛兒樂團、羅志祥、王心凌、星光幫、Energy、梁靜茹、信樂團、陳奕、許慧欣、K ONE、StyLe、蔡健雅、劉若英、強辯樂團、丁噹                                                         | [ 90 ]         |
| 2009 | 藍心湄、胡瓜                        | 蘇打綠、S.H.E、陳綺貞、梁靜茹、張惠妹、五月天等 | [ 91 ]         |
| 2010 | 胡瓜、藍心湄、浩角翔起、莎莎、2moro | 五月天、林志玲、王力宏、S.H.E、飛輪海、林宥嘉、楊丞琳、郭靜、宋念宇、盧廣仲、劉子千、Fun4、丁噹、MP魔幻力量、黃鴻升                                                                                | [ 92 ] [ 93 ]  |
| 2011 | 徐乃麟、侯佩岑                      | 吳克群、郭書瑤、楊丞琳、張芸京、蕭敬騰、楊宗緯、嚴爵、郭采潔、Lara、王識賢、白冰冰、五月天、張惠妹                                                                                                 | [ 94 ]         |
| 2012 | 浩角翔起、侯佩岑                    | 五月天、草蜢、羅志祥、MP魔幻力量、丁噹、大嘴巴、布朗、范逸臣、袁詠琳、張棟樑、楊宗緯、劉子千、嚴爵                                                                                                 | [ 95 ]         |
| 2013 | 浩角翔起、侯佩岑                    | 張惠妹、郭富城、謝金燕、信樂團、A-Lin、庾澄慶、黃裕翔、阿密特、蔡旻佑 | [ 96 ]         |
| 2014 | 浩角翔起、Janet、藍心湄             | 謝金燕、林宥嘉、韋禮安、劉子千、畢書盡、Dream Girls、馬念先、林美秀、董事長樂團、乱彈阿翔、潘瑋柏、S.H.E、陶喆、楊丞琳、福山雅治(連線)、棒球英雄                                                   | [ 97 ]         |
| 2015 | 浩角翔起、Selina、Ella              | Boxing、SpeXial、左左右右、朱俐靜、李玉璽、李榮浩、周湯豪、林俊傑、韋禮安、陳彥允、蕭敬騰、羅志祥                                                                                                  | [ 98 ]         |
| 2016 | 納豆、吳宗憲、Lulu                  | 謝金燕、張惠妹、蕭亞軒、潘瑋柏、溫嵐、嚴爵、畢書盡、炎亞綸、大嘴巴、林育群、韋禮安、曾沛慈 | [ 36 ]         |
| 2017 | 曾國城、曾寶儀                      | 周湯豪、Boxing、GTM、SpeXial、吳思賢、愷樂、八三夭、李佳薇、安心亞、玖壹壹、A-Lin、伍佰&China Blue                                                                                                 | [ 39 ]         |
| 2018 | 曾寶儀、KID                         | Rain、周湯豪、盧廣仲、畢書盡、蔡健雅、韋禮安、頑童、丁噹、艾怡良、林明禎、鬼鬼、IN2IT | [ 99 ]         |
| 2019 | 陳建州（黑人）、天心、海裕芬        | 張惠妹、頑童、EXID、安那、吳思賢、謝和弦、鼓鼓、蕭秉治、MC耀宗、浩室酷姬 | [ 100 ]        |
| 2020 | 黃子佼、Lulu                        | 這群人、七月半、魏嘉瑩、LEO王、ØZI、獅子LION、Super Junior - D&E、茄子蛋、白安、鼓鼓、蘇慧倫、五月天、周湯豪、光良、家家、DJ孫麥傑、楊丞琳、吳青峰                                                 | [ 53 ]         |
| 2021 | 黃子佼、Lulu                        | 田馥甄、伍佰&China Blue、蕭敬騰、林宥嘉、宇宙人、張若凡、艾怡良、宋念宇、蕭秉治、婁峻碩、魚丁糸、周興哲、黃明志、Hosea                                                                             | [ 58 ]         |
| 2022 | Lulu、木曜四超玩                    | 動力火車、茄子蛋、Tizzy Bac、旺福、黃小琥、梁靜茹、A-Lin、四分衛、告五人、徐佳瑩 | [ 70 ]         |
| 2023 | Lulu、布萊克薛薛、阿拉斯            | 蔡健雅、劉若英、玖壹壹、韋禮安、9m88、傻子與白痴、彭佳慧X美秀集團、阿爆X理想混蛋、許富凱X血肉果汁機、孝琳、百靈果News、孫振、美蘇拉家族                                                            | [ 77 ] [ 101 ] |
| 2024 | Lulu、威廉、風田、朵拉              | HUSH、徐佳瑩、Matzka、韋禮安、機智男孩、麋先生、動力火車、八三夭、盧廣仲、未來少女（日光之橙、薄荷水晶、緋紅魅影、黑曜精靈、幽靈水晶）、吳卓源、告五人、華莎、瑪菲司、歐開合唱團、樂興之時管絃樂團 | [ 83 ]         |
| 2025 | Lulu、威廉、風田、朵拉              | Dragon Beauties、RayRay、怕胖團、TRASH樂團、戴佩妮、Karencici、J.Sheon、楊乃文、李聖傑、宇宙人、YELLOW黃宣、Rozette、Apink、Energy、HRC BEAST CREW SHADOW、孫振 X City4舞團、梁詠琪、八三夭        | [ 102 ]        |

### 台北101跨年煙火表演

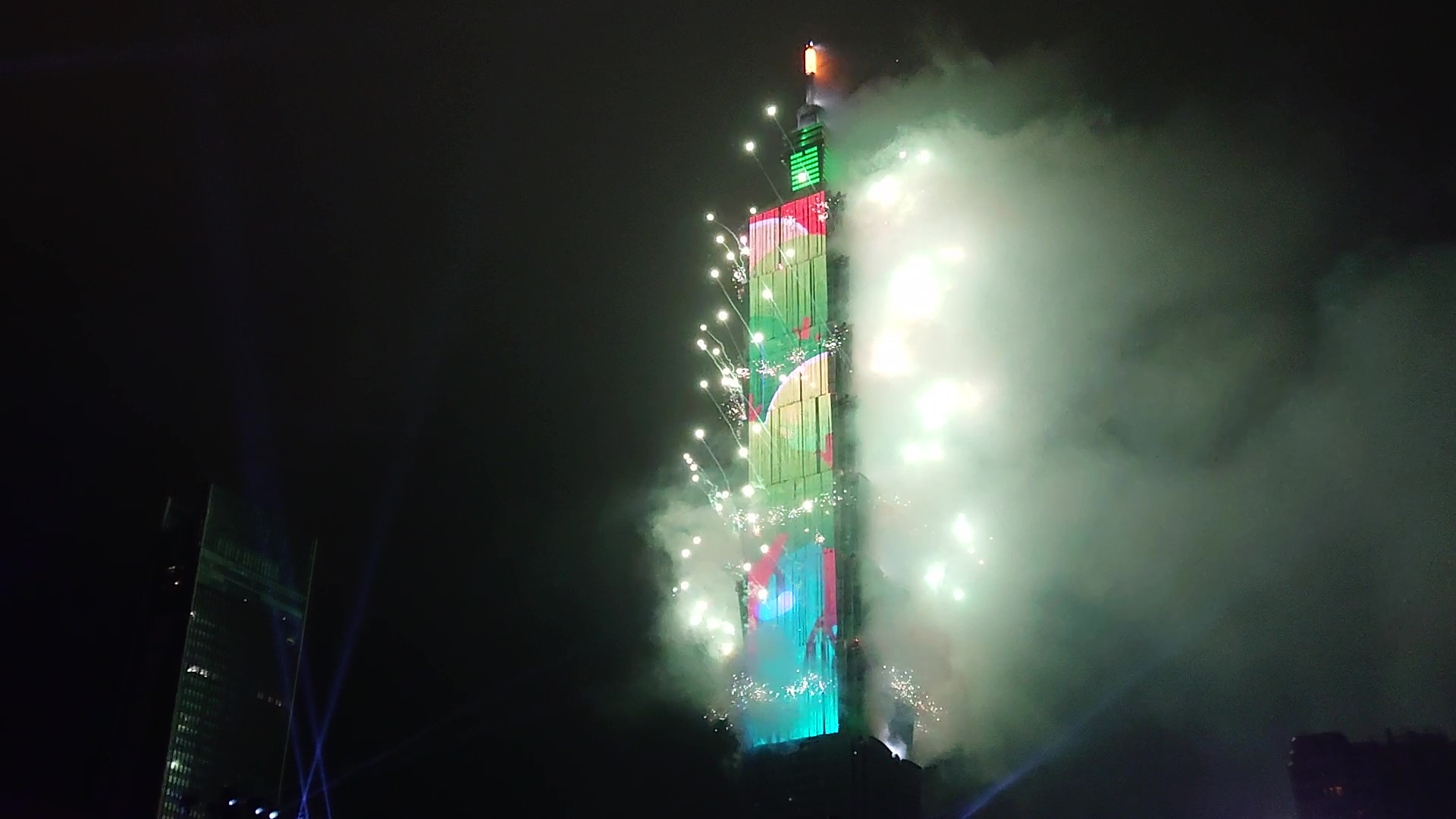
2020年度採用T-PAD來呈現台北101跨年煙火表演

雖然臺北最High新年城在2003年底開辦時，台北101仍未實質完工，但台北101能以其「外牆點燈」方式來跟現場參與跨年的民眾一起倒數。當台北101在2004年順利完工後，李祖原建築團隊為了見證世界第一高建築物的誕生而購買沖天炮在空地施放，此時宏國關係企業副董林鴻明在想起澳洲雪梨和紐約時代廣場的跨年煙火盛事後啟發在台北101大樓施放煙火的構想，並決定在2004年底台北跨年晚會施放台北101煙火。當台北101在2005年的第一秒鐘成功施放煙火後，不僅是全球首次在摩天大樓上施放煙火，還以508公尺的高度成為當時世界煙火施放高度最高者:136，甚至吸引國際媒體報導並登上其網頁頭版，另外台北101跨年煙火表演也間接成為整場臺北最High新年城跨年晚會的重頭戲。
自2005年度開始，鉅秀公司長年為台北101打造跨年煙火秀，從剛開始的35秒:136到最長360秒的施放時間，從3000發:136到最多的30,000發煙火數量，歷屆以來的煙火設計也對全球各地民眾帶來不同的表演主題。為了要讓全世界觀眾親眼目睹台北101煙火之美，台北101在每年籌備煙火秀上想出秒數更長、煙火數量更多、且更豐富的表演，不過在實際籌備上卻需要花更多的經費來達成這樣的目的，剛開始在2004年底開創台北101跨年煙火表演需斥資新台幣300萬元打造，到2011年度、2018年度、2019年度、和2020年度煙火籌備經費來到最高新台幣6,000萬元打造，甚至在最近的2023年度也要斥資新台幣5,000萬元才能夠製作出豐富的煙火表演。
自2004年底開創摩天大樓煙火表演以來，煙火施放數量原則上逐年增加，第一場煙火秀總計3000發:136，之後到2011年、2012年、以及2016年來到最多的3萬發煙火。從2016年下旬開始因考量到環保政策，因此從2017年度開始減少煙火施放數量，並以其他形式來襯托往後的台北101跨年煙火表演，在2017年度煙火剩下2萬發，並搭配800盞電腦燈呈現，之後從2018年度開始的煙火施放數量維持在1.6萬發，而台北101從那時候開始導入T-PAD來創新其煙火表演。然而，T-PAD燈網因為天氣因素而較難維護，因此台北101在2024年度跨年煙火取消架設T-PAD燈網，並改以煙火本身加塔身燈光為主。

## 現場狀況

### 活動管制與維安

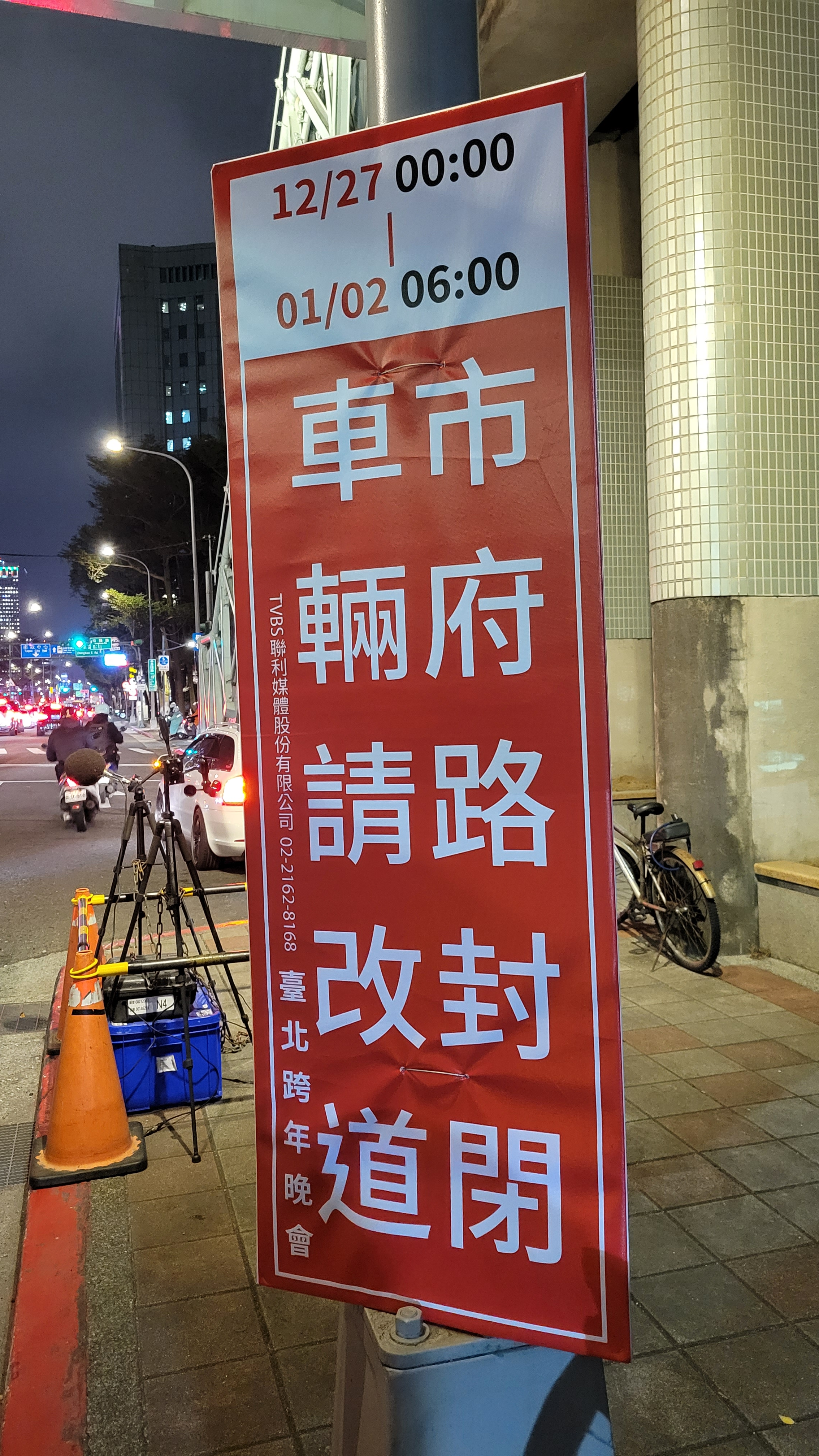
台北跨年晚會舉行期間，對周邊道路進行交通管制

台北市政府交通局和警察局針對每年的台北跨年晚會周邊道路實施交通管制，並隨著人潮的多寡可能會做彈性調整。跨年活動現場須架設晚會舞台而從12月25日左右率先管制市府路與新仁愛路，到12月31日當天傍晚，以市府前廣場為中心周圍的信義計畫區實施三階段交通管制，首先第一階段的主要管制區域包括松仁路以西、信義路以北、基隆路與逸仙路以東、以及忠孝東路以南，接著第二階段的主要管制區域擴大到逸仙路和仁愛路（光復南路以東路段），最後第三階段再次擴大其主要管制區域至忠孝東路5段236巷、松德路168巷、松德路、信義路（光復南路至松德路路段）、松仁路、莊敬路、光復南路（忠孝東路至仁愛路路段）、以及忠孝東路（光復南路至松信路路段）。另外台北市區快速道路也因為台北跨年晚會周邊三階段交通管制而間接實施其管制，包括基隆路高架道路的樂業街匝道、環東堤頂大道的基隆路匝道、信義快速道路無法通往台北101、以及市民高架道路的光復南路匝道無法通往國父紀念館等，以上這些路段原則上在1月1日凌晨3時左右視人潮多寡漸漸解除其交通管制，但舞台區在晚會結束後須做拆卸作業，因此市府路和新仁愛路仍然要到1月2日才恢復通行。
當這些市區道路在活動管制範圍時，台北市政府交通局也宣布後續措施，包括17時開始禁止路邊停車、停車場禁止進出、以及19時30分開始管制國道客運進入市府轉運站。YouBike方面為了配合台北交通局所訂定的跨年管制措施，從12月31日17時開始暫停使用包括台北市政府大樓、捷運市政府站、台北101/世貿站、象山站以及信義商圈周圍的租借站，接下來19時開始擴大暫停使用包括捷運信義安和站、臨江街觀光夜市周邊的租借站，以上在跨年活動期間管制暫停使用的YouBike租借站同樣也是到1月1日凌晨3時恢復使用。至於警察局針對百貨公司連通道也祭出人員管制，包括21時管制市府捷運站經統一時代至市府地下連通道、以及22時管制微風信義連通道和捷運台北101/世貿站連通至台北101購物中心連通道。
台北跨年晚會在舉行期間，台北市政府警察局總共派出800名警力和5隻警犬來維持現場人車秩序，另外警方在舞台區現場也要求參與民眾嚴禁攜帶氣球入場，並嚴禁在未經許可下使用空拍機於晚會現場周圍上空飛行，以維護現場民眾安全。雖然臺北最High新年城跨年晚會的舉辦場地很空曠，尤其在2019冠狀病毒病疫情爆發前可吸引大約40-50萬名民眾共襄盛舉，但台北市政府為避免公安疑慮而在2002年頒布《特定場所容留人數管制規則》，因此從開始舉辦以來皆有設定容留人數，以防止後續的嚴重意外發生，另外在2022年考量到造成上百名民眾死傷的南韓梨泰院人群推擠事故後，宣布從2023年度跨年晚會開始將拉高其維安等級。

### 交通運疏

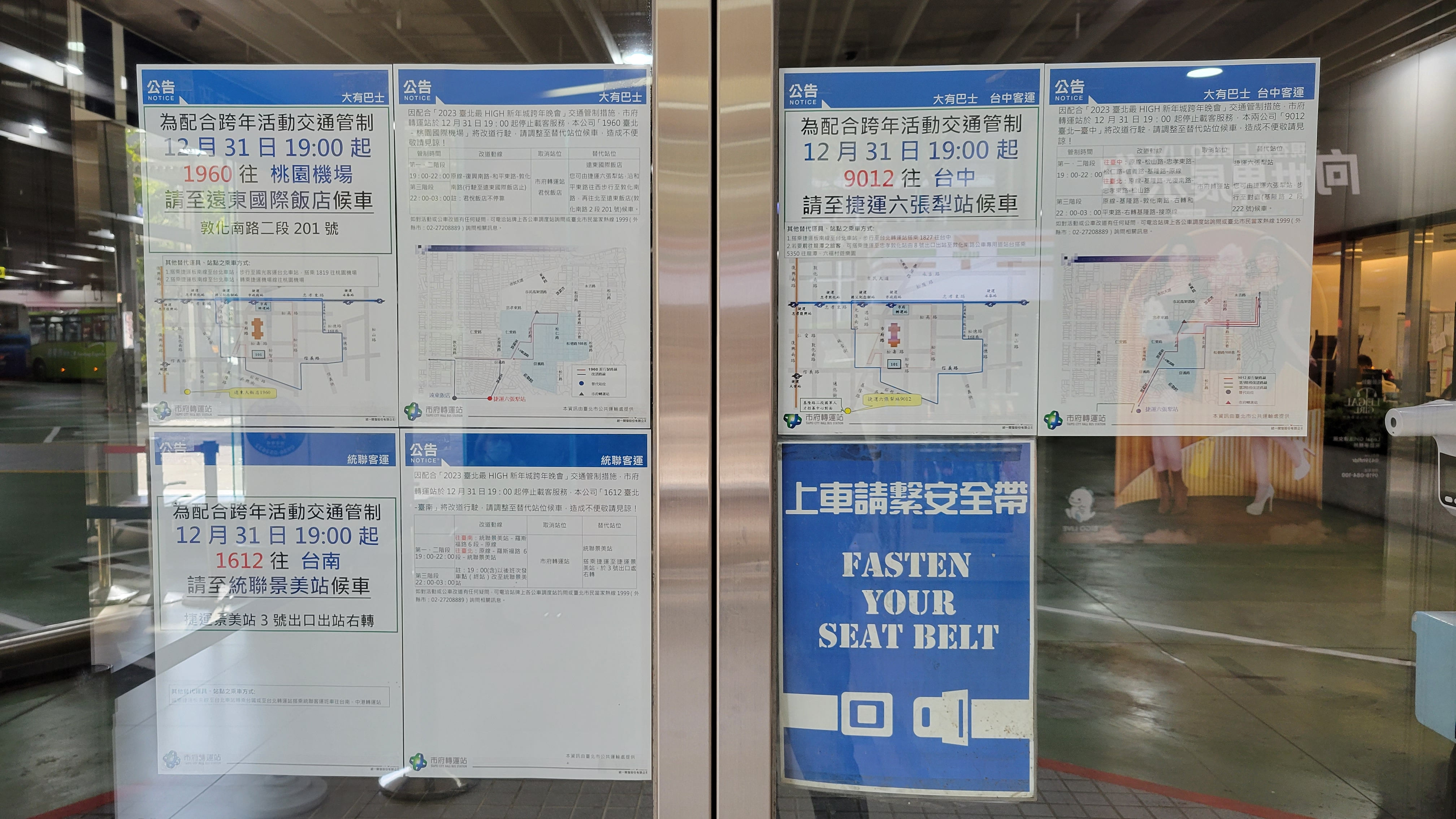
跨年期間，市府轉運站公告國道客運營運異動措施

每年跨年晚會將會有大量人潮湧進在市府前廣場舉辦的信義計畫區，由於現場停車位有限避免車輛過多導致交通堵塞，台北市政府會不斷宣導民眾盡量搭乘大眾運輸前往跨年晚會現場如台北捷運、市區公車。當台北市政府在跨年期間採取三階段交通管制時，台北交通局亦提供三條散場接駁公車，分別通往捷運忠孝新生站、公館站、以及木柵景美地區，以便讓參加跨年民眾可安心回家，另外雙北市區公車和快速公車也因應參加台北跨年的民眾而在當天延後收班。
在國道客運方面，因應台北跨年晚會所帶來的龐大人潮，部分國道客運業者將各自的營運時間延後至凌晨1點或2點，然而市府轉運站在當天晚上7點30分起管制進入，因此行經該轉運站的國道客運路線須做異動措施。舉例來說，來往台北市信義區和宜蘭縣礁溪鄉、宜蘭市、羅東鎮的首都客運1570、1571、1572路線改至南港轉運站搭車，來往基隆和台北市的國光客運部分班次以及首都客運1579路線在管制區域周圍取消停靠，至於也是來往基隆和台北市的大都會客運2088路線，則是改至南港轉運站搭車。
捷運運疏方面台北捷運公司在當天（12月31日）採取從早上6點至隔日（1月1日）深夜12點期間連續42小時營運不收班、加密列車班距及部分列車不停靠市政府站和台北101/世貿站等上述措施。早期的跨年活動離跨年晚會現場的捷運站僅有捷運板南線的市政府站，因此從倒數完後開始運疏完人潮至少要花費3小時半以上的時間，而在2013年11月24日隨捷運信義線通車後，台北101/世貿站也成為跨年晚會重要的運疏捷運站之一，運疏完人潮的時間也縮短至不到3小時的時間，大幅提升跨年人潮運疏的效率。而活動倒數完後會有大量人潮一下子湧入該兩站進站，因此台北捷運公司會採取車站三級管制（出入口、驗票閘門、月台）措施及宣導民眾盡量搭乘上述兩站的前後一站（如國父紀念館站、永春站、信義安和站、象山站）乘車離場。

### 疫情期間因應

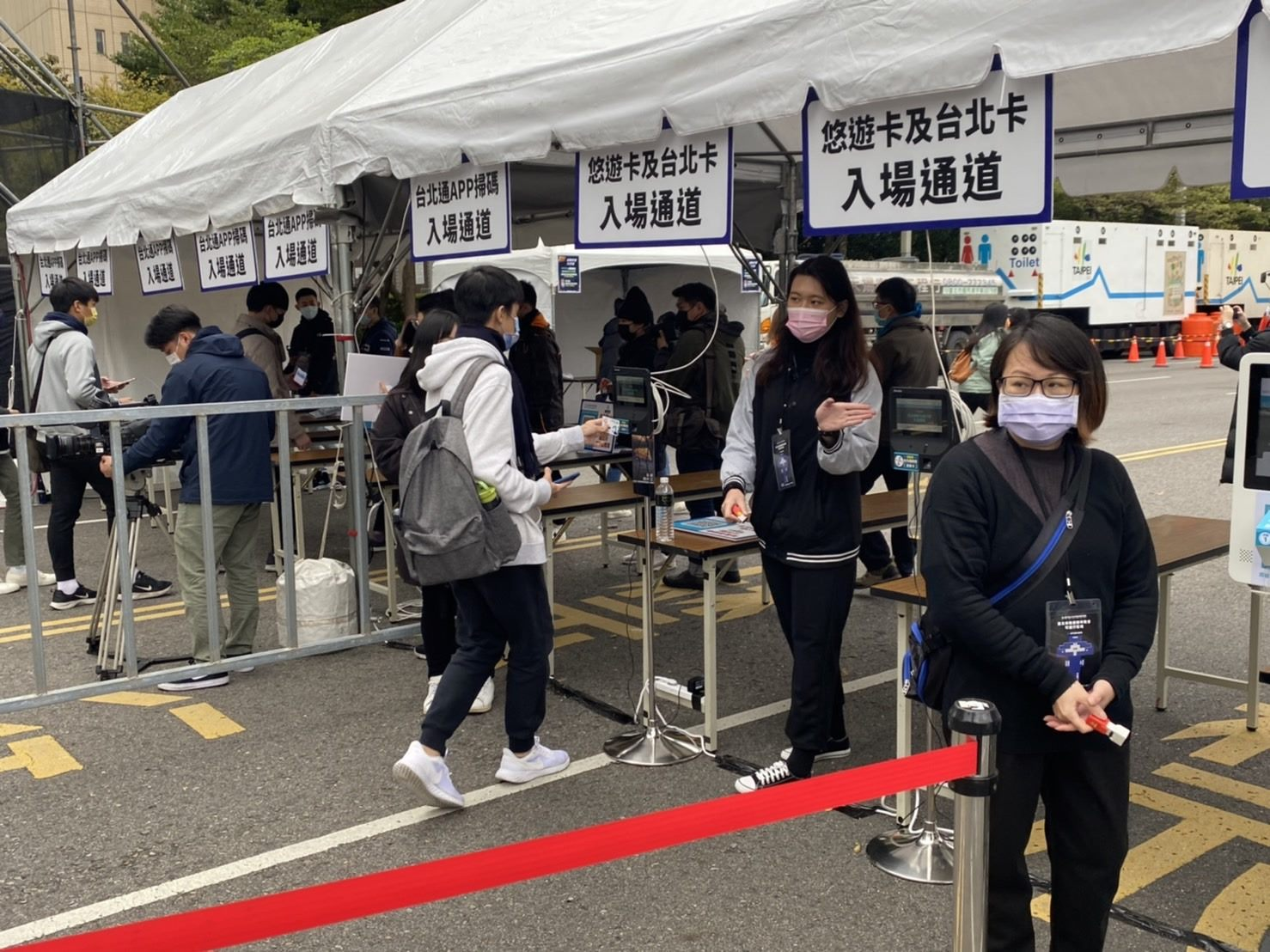
COVID-19疫情期間，台北觀傳局要求民眾使用實聯制進入跨年晚會會場

2020年初開始在台灣爆發2019冠狀病毒病疫情後，儘管在2020年4月至12月間能維持零本土確診，但各界媒體和政治人物都關心主辦單位對台北跨年晚會的相關防疫措施。台北市議員許淑華在2020年10月表示柯文哲市長曾評估在該年11月疫情可能會再次爆發，屆時可能會連帶影響台北跨年晚會的舉行，因此台北觀傳局初步規劃在台北市境內若出現10至15例本土確診將採以線上直播進行，而超過15例本土確診則全面停辦，至於在10月23日的台北市議會會議上，柯文哲和黃珊珊都提議只要台北市出現1例本土確診，就全面戴口罩並取消晚會現場附近的飲食攤。2020年12月22日，當台灣再次出現1例本土確診後，中央流行疫情指揮中心隨即發布年末大型晚會的相關防疫措施，而觀傳局也宣布台北跨年晚會實施舞台周圍實聯管制和取消飲食攤，不過台北101方面仍維持施放跨年煙火。黃珊珊在考量出現1例本土案例後於12月29日宣布晚會舞台區僅開放8萬人入場，並實施手部消毒、戴口罩、量體溫及完成實聯制。儘管在30日出現全台首例英國變種病毒（新冠Alpha變異株）境外移入案例後，很多縣市政府將其跨年晚會改以線上直播進行，但台北跨年晚會在當天仍正常舉辦，不過僅開放4萬人入場。雖然事實上在2021臺北最High新年城跨年晚會現場只有3.8萬人於疫情下共襄盛舉，但台北市政府對2021年度跨年晚會的做法是少數能在疫情下開放民眾入場的案例。
2021年11月27日，當新型變異株Omicron來臨時，台北市長柯文哲在2022台北跨年活動記者會上曾說其跨年晚會可能會在舉辦日3天前宣布取消，不過相關點燈活動會正常舉行，至於晚會籌備上與上一屆晚會一樣採用實聯制入場並實施舞台周邊管制，但不實施入場人數限制。當柯文哲在12月10日台北市疫情記者會上被外界詢問台北跨年是否能順利舉辦時，他表示在2到3天內若出現不明確診案例就直接停辦，而台北觀傳局在12月23日宣布用「台北通」入場時，可能會造成許多沒用台北通的民眾不方便入場，因此在跨年晚會當天開放1922簡訊實聯制入場，並吸引11萬多人參與這場跨年晚會。

## 當天天氣
臺北最High新年城的所在地位於台北市信義區，而交通部中央氣象局（現稱交通部中央氣象署）在2009年3月31日於台北市政府大樓樓頂設置台北信義測站，因此以下天氣報表以2010年度（2009年12月31日至2010年1月1日）開始為主。
| 年度 | 氣溫（單位：°C） | 氣溫（單位：°C） | 雨量（單位：毫米） | 雨量（單位：毫米） | 風速（單位：每秒公尺） 風向（360度） | 風速（單位：每秒公尺） 風向（360度） | 來源    |
| 年度 | 19:00            | 24:00            | 19:00              | 24:00              | 19:00                                | 24:00                                | 來源    |
| ---- | ---------------- | ---------------- | ------------------ | ------------------ | ------------------------------------ | ------------------------------------ | ------- |
| 2010 | 13.6             | 13.2             | 0                  | 0                  | 2.3 (8度)                            | 2.7 (8度)                            | [ 151 ] |
| 2011 | 9.9              | 10.1             | 0                  | 0                  | 1.0 (85度)                           | 1.2 (101度)                          | [ 152 ] |
| 2012 | 14.7             | 14.2             | 0                  | 0                  | 1.3 (80度)                           | 1.0 (82度)                           | [ 153 ] |
| 2013 | 12.4             | 13.6             | 0                  | 0                  | 0.4 (87度)                           | 1.4 (77度)                           | [ 154 ] |
| 2014 | 17.2             | 16.2             | 0                  | 0                  | 0.8 (87度)                           | 1.2 (78度)                           | [ 155 ] |
| 2015 | 16.9             | 15.7             | 0                  | 0                  | 0.2 (0度)                            | 1.2 (80度)                           | [ 156 ] |
| 2016 | 16.0             | 16.1             | 0                  | 0                  | 0.5 (115度)                          | 0.8 (64度)                           | [ 157 ] |
| 2017 | 19.8             | 20.1             | 0                  | 0                  | 1.2 (81度)                           | 1.3 (60度)                           | [ 158 ] |
| 2018 | 14.6             | 14.6             | 0                  | 0                  | 1.3 (79度)                           | 1.4 (73度)                           | [ 159 ] |
| 2019 | 15.2             | 15.4             | 0.5                | 0.5                | 2.5 (75度)                           | 1.9 (74度)                           | [ 160 ] |
| 2020 | 13.0             | 13.9             | 0                  | 0                  | 2.1 (77度)                           | 2.3 (85度)                           | [ 161 ] |
| 2021 | 10.2             | 11.0             | 0                  | 0                  | 0.1 (0度)                            | 0.0 (0度)                            | [ 162 ] |
| 2022 | 14.6             | 14.3             | 0                  | 0                  | 2.2 (79度)                           | 0.9 (85度)                           | [ 163 ] |
| 2023 | 15.5             | 16.2             | 0.5                | 0                  | 2.1 (89度)                           | 1.7 (87度)                           | [ 164 ] |

根據氣象署（舊稱為氣象局）的觀測資料，截至2023年度，從19時開始舉行跨年晚會的氣溫平均落在大約14.5°C，而到24時進行跨年倒數時則大約落在14.6°C，在其觀測報告中只有2017年度的氣溫是最高的，而2011年度的是最冷的。歷屆跨年晚會以來只有2019年度和2023年度被觀測到有下雨，儘管澆不熄在跨年現場民眾的熱情，但到跨年倒數施放台北101煙火時就可能在觀賞與手機攝影方面會有大大折扣。雖然在2022年度跨年晚會沒觀測到有下雨，不過在當天22時就有現場民眾表示有飄著細雨，且到跨年倒數時其雲層太厚，因此同樣也連帶影響台北101施放煙火時所呈現的畫面與觀賞品質。

## 收視率
| 年度 | 電視                             | 電視                | 網路                                                               | 網路                                                               | 網路              | 來源                                   |
| 年度 | 項目                             | 有關數據            | 平台                                                               | 頻道名稱                                                           | 有關數據          | 來源                                   |
| ---- | -------------------------------- | ------------------- | ------------------------------------------------------------------ | ------------------------------------------------------------------ | ----------------- | -------------------------------------- |
| 2011 | 跨年倒數                         | 3.53（約130萬人）   | 不適用                                                             | 不適用                                                             | 不適用            | [ 171 ]                                |
| 2011 | 五月天、張惠妹                   | 1.7                 |                                                                    |                                                                    |                   | [ 171 ]                                |
| 2012 | 跨年倒數                         | 3.97                | 不適用                                                             | 不適用                                                             | 不適用            | [ 172 ]                                |
| 2012 | 整體平均                         | 1.19                |                                                                    |                                                                    |                   | [ 172 ]                                |
| 2013 | 跨年倒數                         | 5.52（最高5.69）    | 不適用                                                             | 不適用                                                             | 不適用            | [ 173 ] [ 174 ]                        |
| 2013 | 整體平均                         | 1.6                 | 不適用                                                             | 不適用                                                             | 不適用            | [ 173 ] [ 174 ]                        |
| 2013 | 整體平均（25-49歲）              | 1.98                | 不適用                                                             | 不適用                                                             | 不適用            | [ 173 ] [ 174 ]                        |
| 2013 | 郭富城下半場、阿密特（平均收視） | 2.31                | 不適用                                                             | 不適用                                                             | 不適用            | [ 173 ] [ 174 ]                        |
| 2013 | 郭富城                           | 1.92                | 不適用                                                             | 不適用                                                             | 不適用            | [ 173 ] [ 174 ]                        |
| 2013 | 阿密特                           | 1.98                | 不適用                                                             | 不適用                                                             | 不適用            | [ 173 ] [ 174 ]                        |
| 2014 | 跨年倒數                         | 5.69（約126萬人）   | 不適用                                                             | 不適用                                                             | 不適用            | [ 175 ] [ 176 ]                        |
| 2014 | 謝金燕                           | 3.23                | 不適用                                                             | 不適用                                                             | 不適用            | [ 175 ] [ 176 ]                        |
| 2014 | 田馥甄、S.H.E                    | 3.22                | 不適用                                                             | 不適用                                                             | 不適用            | [ 175 ] [ 176 ]                        |
| 2015 | 跨年倒數（4歲以上）              | 6.57（約145.2萬人） | YouTube                                                            | TVBS NEWS                                                          | 100萬+            | [ 177 ] [ 178 ]                        |
| 2015 | 總平均收視（4歲以上）            | 1.93                | Yahoo奇摩                                                          | Yahoo奇摩                                                          | 100萬+            | [ 177 ] [ 178 ]                        |
| 2015 | 林俊傑                           | 2.61                | 美國ABC電視台粉絲團專頁 （轉貼自出TVBS轉播之臺北跨年倒數煙火片段） | 美國ABC電視台粉絲團專頁 （轉貼自出TVBS轉播之臺北跨年倒數煙火片段） | 207萬+            | [ 177 ] [ 178 ]                        |
| 2015 | 林俊傑（25-44歲）                | 5.24                | 新浪微博 （2015 TVBS跨年話題）                                     | 新浪微博 （2015 TVBS跨年話題）                                     | 1800萬+           | [ 177 ] [ 178 ]                        |
| 2016 | 跨年倒數                         | 6.63（約146萬人）   | 不適用                                                             | 不適用                                                             | 不適用            | [ 37 ] [ 179 ]                         |
| 2016 | 總平均收視（4歲以上）            | 2.63（約237萬人）   | 不適用                                                             | 不適用                                                             | 不適用            | [ 37 ] [ 179 ]                         |
| 2016 | 總平均收視（女20-34歲）          | 4.26                | 不適用                                                             | 不適用                                                             | 不適用            | [ 37 ] [ 179 ]                         |
| 2016 | 謝金燕                           | 3.64                | 不適用                                                             | 不適用                                                             | 不適用            | [ 37 ] [ 179 ]                         |
| 2016 | 張惠妹                           | 3.7                 | 不適用                                                             | 不適用                                                             | 不適用            | [ 37 ] [ 179 ]                         |
| 2016 | 柯文哲                           | 4.15（約96萬人）    | 不適用                                                             | 不適用                                                             | 不適用            | [ 37 ] [ 179 ]                         |
| 2016 | 畢書盡                           | 4.19                | 不適用                                                             | 不適用                                                             | 不適用            | [ 37 ] [ 179 ]                         |
| 2017 | 跨年倒數（25～49歲）             | 3.51                | Vidol                                                              | Vidol                                                              | 150萬             | [ 180 ] [ 181 ] [ 182 ] [ 183 ]        |
| 2017 | 全程平均收視（無線電視/三立）    | 1.83                |                                                                    |                                                                    |                   | [ 180 ] [ 181 ] [ 182 ] [ 183 ]        |
| 2017 | 全程平均收視（無線電視/公視）    | 1.24                |                                                                    |                                                                    |                   | [ 180 ] [ 181 ] [ 182 ] [ 183 ]        |
| 2017 | 全程平均收視（有線電視）         | 2.27                |                                                                    |                                                                    |                   | [ 180 ] [ 181 ] [ 182 ] [ 183 ]        |
| 2017 | A-Lin                            | 2.39                |                                                                    |                                                                    |                   | [ 180 ] [ 181 ] [ 182 ] [ 183 ]        |
| 2017 | 伍佰                             | 2.17                |                                                                    |                                                                    |                   | [ 180 ] [ 181 ] [ 182 ] [ 183 ]        |
| 2017 | 總收視人口（三立+公視）          | 約529萬人           |                                                                    |                                                                    |                   | [ 180 ] [ 181 ] [ 182 ] [ 183 ]        |
| 2018 | 跨年倒數（無線電視）             | 5.51                | Vidol                                                              | Vidol                                                              | 300萬+            | [ 44 ] [ 184 ] [ 185 ] [ 186 ] [ 187 ] |
| 2018 | 跨年倒數（有線電視）             | 6.75                | YouTube                                                            | YouTube                                                            | 352萬             | [ 44 ] [ 184 ] [ 185 ] [ 186 ] [ 187 ] |
| 2018 | 全程平均收視（無線電視）         | 2.11                | 101煙火秀（Vidol）                                                 | 101煙火秀（Vidol）                                                 | 30萬              | [ 44 ] [ 184 ] [ 185 ] [ 186 ] [ 187 ] |
| 2018 | 全程平均收視（有線電視）         | 2.59                | 101煙火秀（YouTube）                                               | 101煙火秀（YouTube）                                               | 63.5萬            | [ 44 ] [ 184 ] [ 185 ] [ 186 ] [ 187 ] |
| 2018 | 黃金時段平均收視                 | 2.51                | 101煙火秀VR360（Vidol）                                            | 101煙火秀VR360（Vidol）                                            | 15萬+             | [ 44 ] [ 184 ] [ 185 ] [ 186 ] [ 187 ] |
| 2018 | 黃金時段平均收視（女25-39歲）    | 3.91                | 101煙火秀VR360（YouTube）                                          | 101煙火秀VR360（YouTube）                                          | 8萬               | [ 44 ] [ 184 ] [ 185 ] [ 186 ] [ 187 ] |
| 2018 | Rain                             | 3.66（81萬人）      | 網路平台總觀看人數                                                 | 網路平台總觀看人數                                                 | ~1000萬           | [ 44 ] [ 184 ] [ 185 ] [ 186 ] [ 187 ] |
| 2018 | 盧廣仲                           | 3.29                |                                                                    |                                                                    |                   | [ 44 ] [ 184 ] [ 185 ] [ 186 ] [ 187 ] |
| 2018 | 總收視人口                       | 400萬人+            |                                                                    |                                                                    |                   | [ 44 ] [ 184 ] [ 185 ] [ 186 ] [ 187 ] |
| 2019 | 跨年倒數（4歲以上）              | 5.87（約128萬人）   | 不適用                                                             | 不適用                                                             | 不適用            | [ 188 ] [ 189 ]                        |
| 2019 | 跨年倒數（25～49歲）             | 7.75                | 不適用                                                             | 不適用                                                             | 不適用            | [ 188 ] [ 189 ]                        |
| 2019 | 張惠妹                           | 4.78                | 不適用                                                             | 不適用                                                             | 不適用            | [ 188 ] [ 189 ]                        |
| 2019 | 頑童MJ116                        | 3.79                | 不適用                                                             | 不適用                                                             | 不適用            | [ 188 ] [ 189 ]                        |
| 2019 | EXID                             | 3.23                | 不適用                                                             | 不適用                                                             | 不適用            | [ 188 ] [ 189 ]                        |
| 2020 | 跨年倒數（4歲以上）              | 6.38（約140萬人）   | 不適用                                                             | 不適用                                                             | 不適用            | [ 190 ] [ 191 ] [ 192 ]                |
| 2020 | 跨年倒數（25～49歲）             | 8.05                | 不適用                                                             | 不適用                                                             | 不適用            | [ 190 ] [ 191 ] [ 192 ]                |
| 2020 | 蘇慧倫                           | 5.5（約92.4萬人）   | 不適用                                                             | 不適用                                                             | 不適用            | [ 190 ] [ 191 ] [ 192 ]                |
| 2020 | 周湯豪                           | 4.75（約81.4萬人）  | 不適用                                                             | 不適用                                                             | 不適用            | [ 190 ] [ 191 ] [ 192 ]                |
| 2020 | Super Junior D&E                 | 4.41（約76.3萬人）  | 不適用                                                             | 不適用                                                             | 不適用            | [ 190 ] [ 191 ] [ 192 ]                |
| 2020 | 楊丞琳                           | 4.22（約75.6萬人）  | 不適用                                                             | 不適用                                                             | 不適用            | [ 190 ] [ 191 ] [ 192 ]                |
| 2020 | 五月天                           | 2.15                | 不適用                                                             | 不適用                                                             | 不適用            | [ 190 ] [ 191 ] [ 192 ]                |
| 2021 | 全程平均 (公視，4歲+)            | 1.35                | FriDay影音                                                         | FriDay影音                                                         | 200萬             | [ 67 ] [ 193 ]                         |
| 2021 | 全程平均 (東森綜合台，30-54歲)   | 0.93                | YouTube                                                            | 東森新聞CH51                                                       | 165萬             | [ 67 ] [ 193 ]                         |
| 2021 | 跨年倒數 (東森綜合台，25-49歲)   | 3.14                | YouTube                                                            | 台北市政府                                                         | 149.9萬           | [ 67 ] [ 193 ]                         |
| 2021 |                                  |                     | YouTube                                                            | 必應創造                                                           | 44萬              | [ 67 ] [ 193 ]                         |
| 2021 | 網路總觀看人數                   | 網路總觀看人數      | 940萬+                                                             |                                                                    |                   | [ 67 ] [ 193 ]                         |
| 2022 | 全程平均（4歲以上）              | 1.7                 | YouTube                                                            | 東森新聞CH51                                                       | 232萬             | [ 73 ] [ 74 ] [ 194 ]                  |
| 2022 | 全程平均 (25-44歲)               | 2.0                 | YouTube                                                            | 台北市政府                                                         | 260萬             | [ 73 ] [ 74 ] [ 194 ]                  |
| 2022 | 黃小琥                           | 3.47                | YouTube                                                            | 必應創造                                                           | 43.1萬            | [ 73 ] [ 74 ] [ 194 ]                  |
| 2022 | 茄子蛋                           | 3.77                | Facebook                                                           | 東森新聞                                                           | 11.8萬            | [ 73 ] [ 74 ] [ 194 ]                  |
| 2022 | 動力火車                         | 3.1                 | Facebook                                                           | 台北旅遊網                                                         | 3.5萬             | [ 73 ] [ 74 ] [ 194 ]                  |
| 2022 | 跨年倒數 (25-49歲)               | 5.77                | LINE TODAY                                                         | LINE TODAY                                                         | 120萬             | [ 73 ] [ 74 ] [ 194 ]                  |
| 2022 |                                  |                     | Yahoo! TV                                                          | Yahoo! TV                                                          | 63萬              | [ 73 ] [ 74 ] [ 194 ]                  |
| 2022 | 網路總觀看人數                   | 網路總觀看人數      | ~740萬                                                             |                                                                    |                   | [ 73 ] [ 74 ] [ 194 ]                  |
| 2023 | 總觀看人數（公視）               | 311萬               | YouTube                                                            | 台北市政府                                                         | 209.7萬           | [ 78 ] [ 195 ] [ 196 ]                 |
| 2023 | 總觀看人數（東森綜合台）         | 299萬               | YouTube                                                            | 東森新聞CH51                                                       | 143.6萬           | [ 78 ] [ 195 ] [ 196 ]                 |
| 2023 | 東森綜合台（全體）               | 1.01                | Facebook                                                           | 台北旅遊網                                                         | 2.9萬             | [ 78 ] [ 195 ] [ 196 ]                 |
| 2023 | 東森綜合台（15～24歲）           | 0.70                | LINE TODAY                                                         | LINE TODAY                                                         | 53萬              | [ 78 ] [ 195 ] [ 196 ]                 |
| 2023 | 東森綜合台（25～34歲）           | 1.1                 | LiTV                                                               | LiTV                                                               | 56萬              | [ 78 ] [ 195 ] [ 196 ]                 |
| 2024 | 全程平均 （公視，4歲以上）       | 1.36                | YouTube （同時觀看人數）                                           | TVBS NEWS                                                          | 跨年倒數：245,696 | [ 197 ] [ 198 ] [ 199 ]                |
| 2024 | 全程平均 （TVBS，4歲以上）       | 1.25（約258.3萬人） | YouTube （同時觀看人數）                                           | TVBS NEWS                                                          | 動力火車：130,479 | [ 197 ] [ 198 ] [ 199 ]                |
| 2024 | 跨年倒數 （TVBS，4歲以上）       | 3.79                | YouTube （同時觀看人數）                                           | TVBS NEWS                                                          | 華莎：114,935     | [ 197 ] [ 198 ] [ 199 ]                |

## 爭議事件
- 華視在2018年8月宣布承辦《2019臺北最High新年城跨年晚會》後打算以「狂放電」的主題來加入電競比賽環節[46]，並在12月25日由遊戲開發商暴雪娛樂宣布將兩款電競《爐石戰記》和《星海爭霸2》登上台北跨年晚會舞台[47]。不料在12月31日當天晚上正下著雨，且現場觀眾對電競橋段的遊戲表達不理解，因此有民眾對這屆台北跨年表示為「史上最冷場」的跨年開場[200]，事後台北市政府發言人劉奕霆對此表示「希望把不同類型的產業呈現在民眾面前」[201]，不過之後的活動就再沒有把電競比賽納入跨年晚會中。
- 愛奇藝在2019年12月18日宣布獨家轉播《2020臺北最High新年城跨年晚會》[202]，不過在12月30日被爆出疑似有中資背景，因此華視緊急宣布加開官方YouTube直播並僅提供予台灣民眾觀看[203]。另外華視也在12月30日發表聲明指出其跨年轉播版權屬北市府、必應創造和華視三方所有，但必應創造卻未與華視共同討論，且在雙方合意之下就逕自向北市府申請專屬授權並轉賣予愛奇藝，因此華視隨後向愛奇藝表達抗議，不過未獲對方善意回應[204]，至於必應創造在12月31日表示已取得華視同意並「專屬」授權予愛奇藝[205]。然而愛奇藝方面在2020年1月1日稱華視將其畫面放在YouTube上對全世界公開而侵犯轉播版權，因此認為已損失「獨家製播權」並在去年12月30日委託法律事務所函文華視，而華視隨後重申聲明表示必應創造僅獲「獨家授權」[206][207]，並表示未來若再次發生類似事情將採取法律途徑[206]。
- 2021年12月31日，晚會由《木曜四超玩》主持群與LULU黃路梓茵搭檔。因為節目安排上出現主持群聊天且過長段落，引起各界討論是否適合[208]。
- 2024年12月25日，當市民廣場開始架設「2025臺北最High新年城跨年晚會」舞台時，有一名36歲工人暨樂團「救贖方舟」主唱Lawai Arik在施作燈光工程時發生墜落意外，緊急送醫後仍宣告不治身亡[209]，事後主持人LULU黃路梓茵在當天晚會結束後鞠躬哀悼[210]，而台北市政府勞動局在2025年1月6日對承包商TVBS與下包商各開罰新台幣15萬元[211]。另外，在2025年1月1日凌晨結束跨年晚會直播後，松壽路側的螢幕突然播中国央视跨年晚会直播，而後TVBS對外致歉並說明此為工作人員的作業疏失[212]。

## 獲獎與提名
| 年份 | 頒獎機構   | 獎項                                            | 報名單位 / 作品                                           | 結果 | 來源    |
| ---- | ---------- | ----------------------------------------------- | --------------------------------------------------------- | ---- | ------- |
| 2023 | 美國泰利獎 | Promotional Video Craft-Use of 3D Animation     | YAGA Studio Ltd. / 2022台北最High新年城跨年晚會主視覺動畫 | 金獎 | [ 213 ] |
| 2023 | 美國泰利獎 | Promotional Video Craft-General Media Promotion | YAGA Studio Ltd. / 2022台北最High新年城跨年晚會主視覺動畫 | 銅獎 | [ 214 ] |

## 外部連結
- 臺北旅遊網
  - 官方网站
  - 臺北最High新年城-2025跨年活動 （页面存档备份，存于）
- 交通部觀光署
  - 官方网站
  - 臺北最HIGH新年城-跨年晚會 （页面存档备份，存于）